# Marmosa de Tate
La marmosa de Tate (Thylamys tatei) és una espècie d'opòssum de la família dels didèlfids. Viu a elevacions d'entre 300 i 3.000 metres al llarg de la costa del centre del Perú. Viu més al nord que qualsevol altre membre del seu gènere.
Aquest tàxon fou anomenat en honor del zoòleg estatunidenc George Henry Hamilton Tate.